# Leptotarsus fulvus
Leptotarsus fulvus är en tvåvingeart som först beskrevs av Edwards 1916.  Leptotarsus fulvus ingår i släktet Leptotarsus och familjen storharkrankar. Inga underarter finns listade i Catalogue of Life.